# 青の洞門

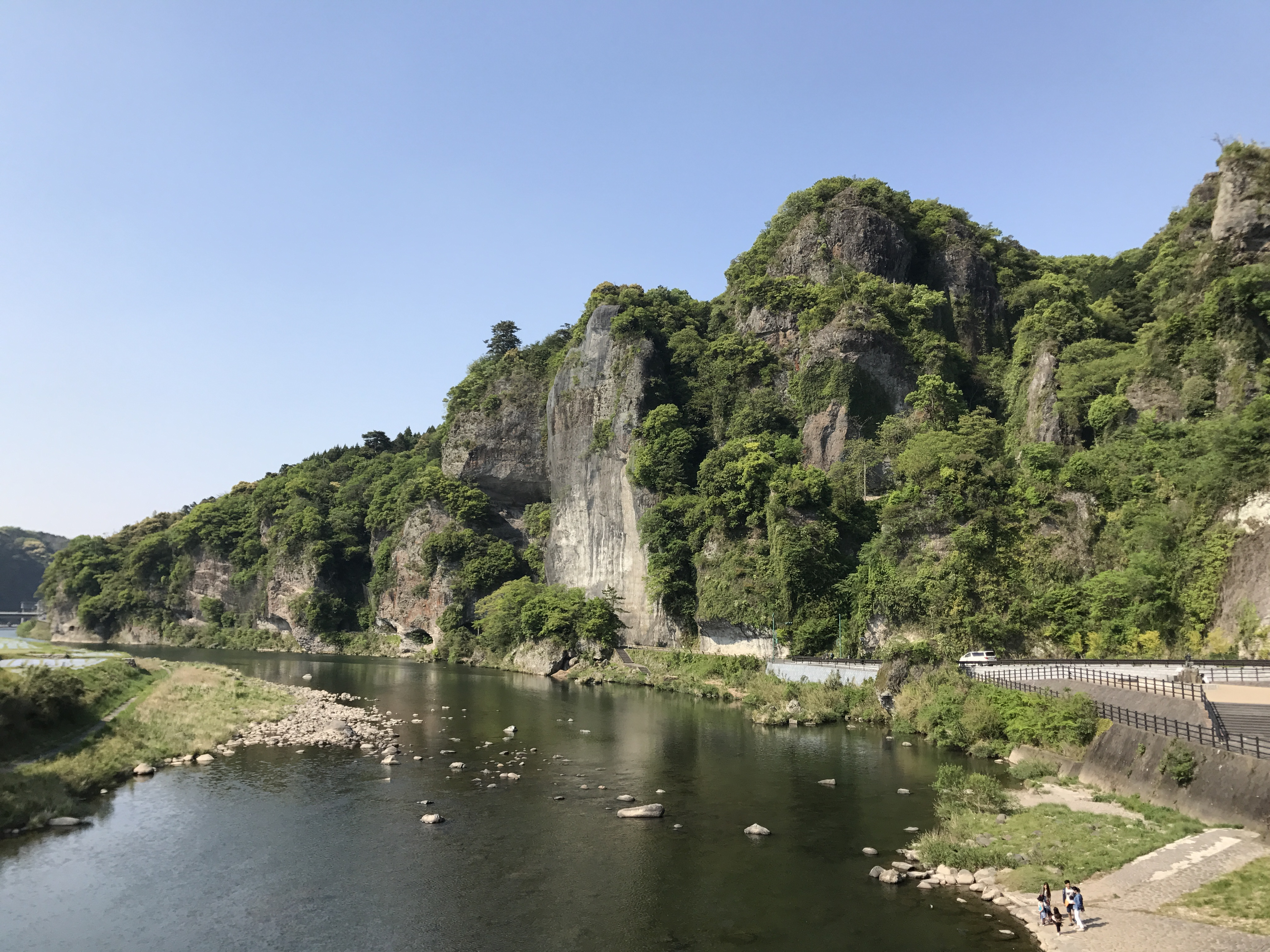
競秀峰と青の洞門

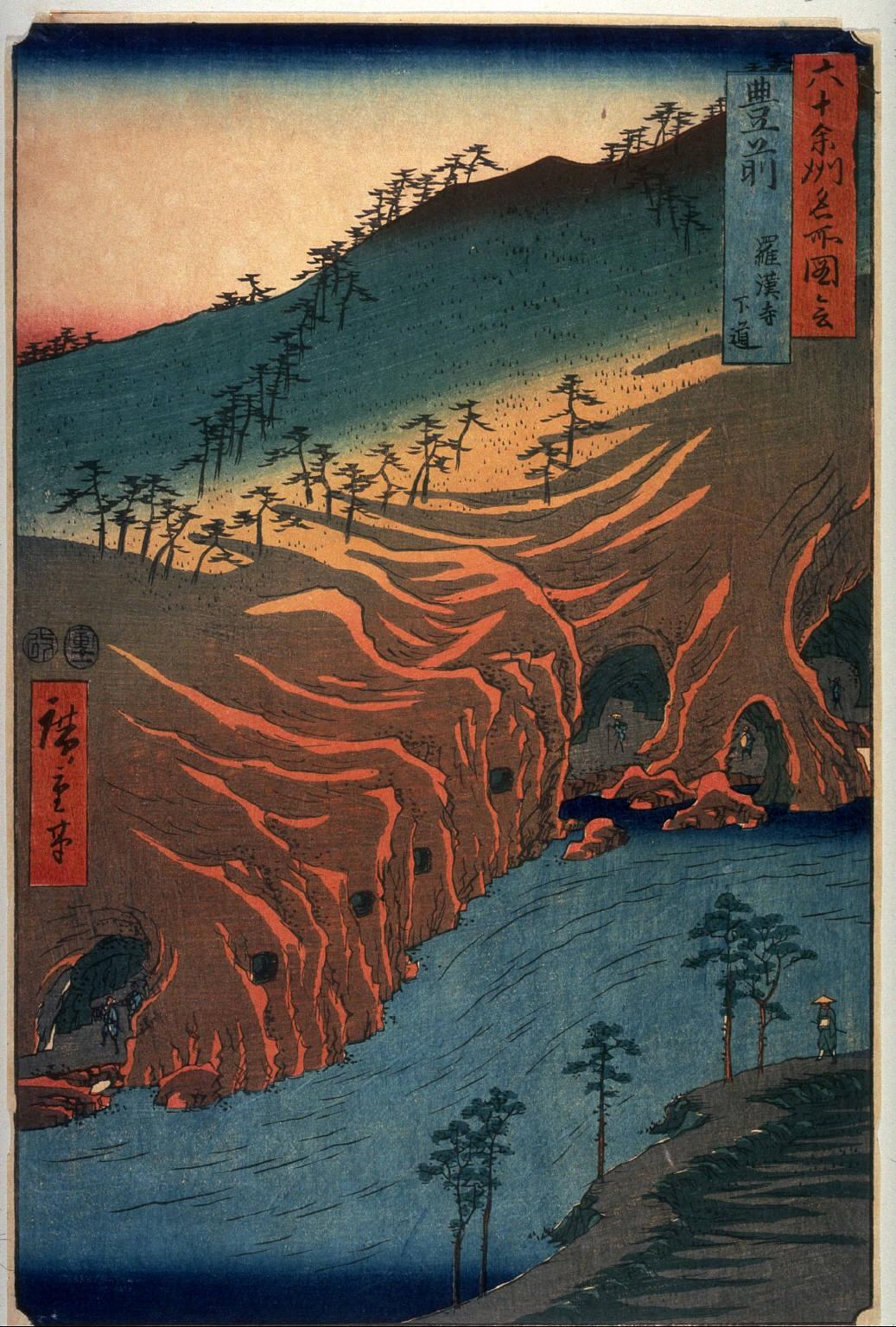
『六十余州名所図会』より「豊前 羅漢寺 下道」

青の洞門（あおのどうもん、‐とうもん）は、大分県中津市本耶馬渓町樋田にある洞門（隧道、トンネル）である。

## 概要
名勝耶馬渓に含まれ、山国川に面してそそり立つ競秀峰の裾に位置する。全長は約342 mで、そのうちトンネル部分は約144 m。大分県の史跡に指定されるとともに、耶馬日田英彦山国定公園の域内にも含まれる。晩秋の紅葉時期は特に観光客が多い。
地域住民らは一帯の地名にちなんだ「青」をアピールするため、対岸一帯に春には水色の花が咲くネモフィラを植えている。
地形の関係上、一部では幅員が狭いため信号機を使った片側交互通行が行われている。

## 歴史
曹洞宗の僧禅海が豊後国羅漢寺を参詣した時、川沿いの断崖にかけられた桟橋、青野渡が危険で、人馬のしばしば覆没することを知り、これを哀れみ、鑿道の誓願を発し、陸道の掘削を思いついた。1730年（享保15年）頃、豊前国中津藩主の許可を得て掘削を始めたが、その後周辺の村民や九州諸藩の領主の援助を得て30年余りの歳月をかけて、1763年（宝暦13年）に完成させた。高さ2丈、径3丈、長さ308歩。
1750年（寛延3年）の第1期工事の完成後には、通行人から人4文、牛馬8文の通行料を徴収したという話が伝わっており、この洞門は日本最古の有料道路ともいわれている。
1854年（安政元年）から1856年（安政3年）にかけて制作された歌川広重の『六十余州名所図会』には、「豊前 羅漢寺 下道」と題し、この洞門が豊前国の名所として描かれている。
青の洞門のある競秀峰は中津市出身の福沢諭吉が、景観を守るために土地を買い取ったことでも知られる。地元住民は「福沢諭吉が土地を買わなかったら青の洞門は残っていなかったかもしれない」と語る。
1906年（明治39年）から1907年（明治40年）にかけて陸軍日出生台演習場への輸送路整備のために大改修が行われ、車両が通過できるよう拡幅された。この工事の結果、完成当初の原型はかなり失われたが、明かり採り窓等の一部に手掘りのノミの跡が残っている。

## 恩讐の彼方に

洞門のそばにある菊池寛の石碑

1919年（大正8年）に発表された菊池寛の『恩讐の彼方に』は、禅海和尚の逸話を元にして書かれたものである。ただし、この小説では、隧道は樋田の刳貫（ひだのこかん）と称され、「青の洞門」という名称は用いられていない。また、主人公の僧の名は了海とされている。

## 名称
「青の洞門」の「青」とは地区名であり（現在でも「青」バス停が存在）、「（青にある）洞門」という意味の呼び方がそのまま固有名詞化されたもので、完成当時は樋田の刳抜（ひだのくりぬき、用字のみ刳貫とも）と呼ばれていた。江戸時代末期から大正時代にかけて次第に「樋田のトンネル」「青の洞門」などと呼ばれるようになったとされる。
1906年（明治39年）の観光案内書『耶馬渓案内記: 天下第一の名勝』では「山陰鑿道（さんいんさくどう）又洞門と呼ぶ」と紹介し、洞門を以降で略語として用いている。同書で青地区については「靑（あを）　又靑生（あをふ）と云ふ」「頼翁再遊の帰途即臘月十二日含公と共に一宿せし地（記文 阿保村（あほむら））なれども今其宿舎詳ならず」と、頼山陽が訪問したときの故事を紹介している。
1913年（大正2年）の観光案内書『耶馬渓案内記』では伝承を紹介するなかで「之より桟道を樋田の刳貫（ひだのくりぬき）と称し交通頗る便となった」と記し、「耶馬渓靑洞門 Aonodo-mon at Yabakei.」と書かれたトンネル入口の写真を紹介している。
1914年（大正3年）の『山水随縁記』には「進んて耶馬渓の入口たる靑の洞門に至れは、今尚ほ有名なる樋田の隧道を見む。」とある。
「青の洞門」が用いられた初期の他例としては、1923年（大正12年）の『尋常小学国語読本 巻十二』や、1942年（昭和17年）の大分県の史跡指定などがある。

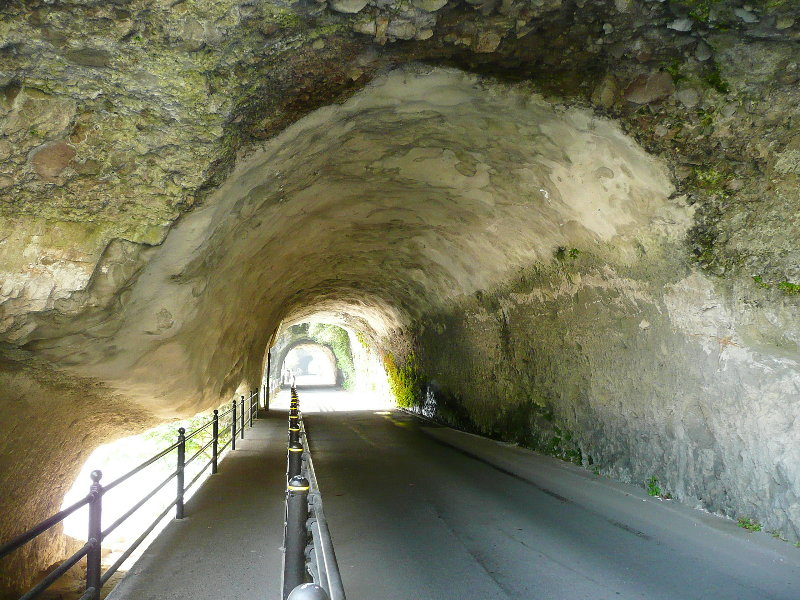
青の洞門・自動車が通る部分
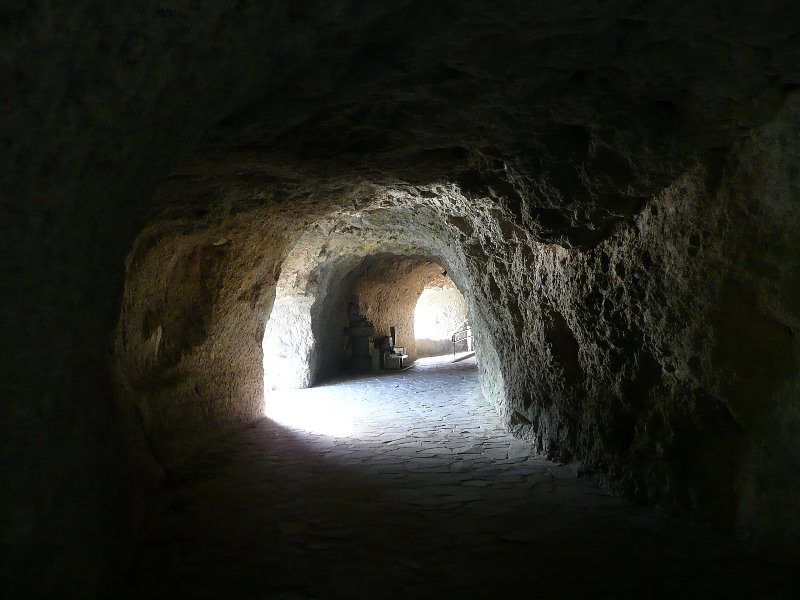
下流側の手掘りトンネル・奥の窓は最初に作られた明り取り用の窓といわれている
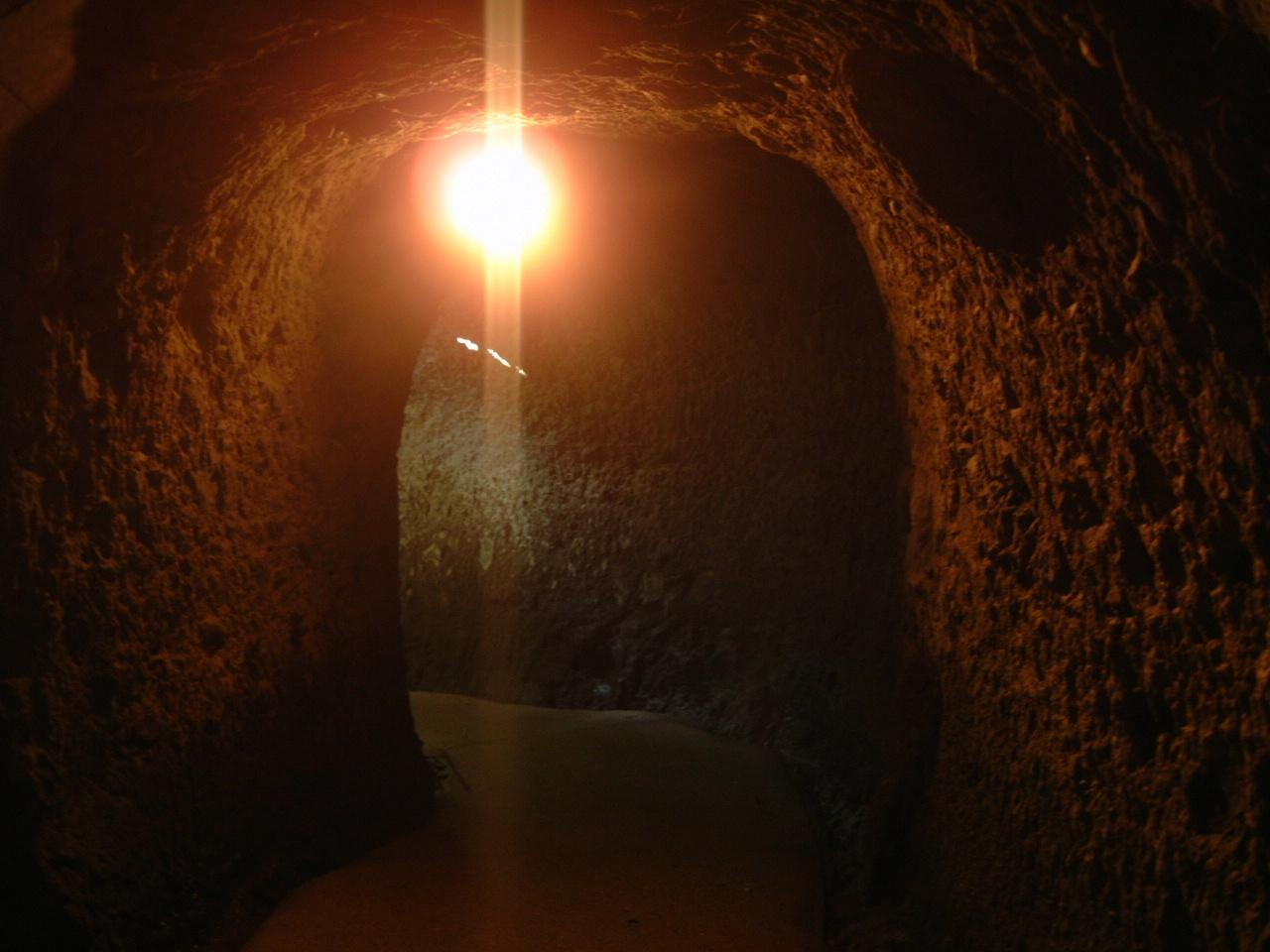
禅海和尚が掘った青の洞門（一部）は徒歩でのみ通行可能
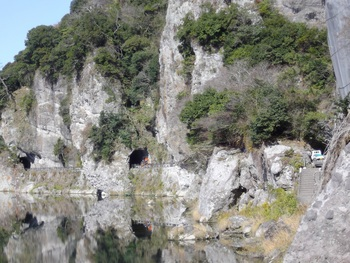
青の洞門
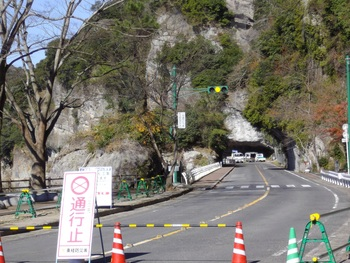
工事中の青の洞門
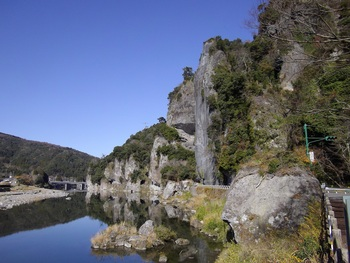
青の洞門
河川公園にある禅海の像

## アクセス
JR中津駅南口より、大交北部バス「耶馬溪（旬菜館）」または「守実温泉」または「豊後森」行き乗車で約25分。「青の洞門」下車すぐ。
なお、各路線とも「青の洞門」から「青の洞門駐車場」間で洞門内を通過する。
- 大交北部バス「中津駅前（青の洞門方面）」時刻表
- 大交北部バス「青の洞門（中津駅方面）」時刻表

車では東九州道の中津インターチェンジ（IC）から中津日田道路　羅漢寺インターチェンジ。